# 王璞 (空军)
王璞（1917年—1995年），河北蠡县人，中国人民解放军将领、中国人民解放军少将。
1968年，接替吴富善，担任广州军区空军司令员。1971年，由王海接任。1963年，授中国人民解放军少将军衔。
1995年9月8日，王璞在广州逝世，终年78岁。